# Kirby's Avalanche
Kirby's Avalanche, conocido en Europa como Kirby's Ghost Trap, es un juego tipo Puyo Puyo desarrollado por Compile y HAL Laboratory y distribuido por Nintendo en 1995. Es un juego basado en otro japonés llamado Super Puyo Puyo pero mejor logrado que el conocido Dr. Robotnik's Mean Bean Machine que era una versión del juego Puyo Puyo de la consola Genesis/Mega Drive. Es uno de los cuatro juegos de Kirby realizados para la Super NES. Este juego nunca se distribuyó en Japón.
Este título fue de los últimos lanzados en el ciclo de vida de la SNES, por lo que tenía colores claros y una avanzada gráfica para su tiempo. El sonido eran temas remix del Kirby's Adventure y Kirby's Dream Course, con solo un tema del original Puyo Puyo (la canción de pánico).

## Jugabilidad
En el juego, tal como en todos los juegos Puyo, existen grupos de bolas de colores que caen desde la parte superior de la pantalla. Se debe rotar y mover estas bolas antes que se arme una pila que llegue al techo. Estos se pueden destruir al hacer coincidir sus colores con los de arriba, abajo, izquierda o derecha pero si se une 4 o más bolas, se libera espacio. A más espacio que el jugador libera, le enviará rocas a su rival al otro lado de la pantalla, y si libera mucho espacio, se hace una especie de combo enviándole un conjunto de rocas, quitándole bastante espacio.
Es notable que las cinemáticas entre cada ronda, se ve a Kirby hablando y desafiando a sus oponentes en pantalla grande. Esto se diferencia de otros juegos de Kirby donde él no habla en absoluto y en general se mantiene un ambiente muy amigable con todos.

## Historia
El Rey Dedede desafió a Kirby y otros miembros de Dream Land al Desafío Avalancha en Dream Fountain. Kirby, aceptando el desafío, y se va a través de los bosques hasta llegar a la Dream Fountain para ganar la Copa Avalanche del Rey Dedede.

## Consola virtual
En Europa y Australia, el juego se liberó a la Consola Virtual de la Wii el 27 de julio de 2007 y en Estados Unidos el 24 de septiembre de 2007. Este cuesta 800 puntos Wii.
El juego es idéntico al juego original, excepto que hay un campo menor : el código cheat o truco que se te da una vez completado el Modo Competition el cual originalmente se ingresaba en el control 2 ahora se puede ingresar tanto en el control 1 como en el 2.